# Matej Tóth
Matej Tóth (Nitra, 10 de fevereiro de 1983) é um marchador eslovaco, campeão olímpico e mundial da marcha atlética de 50 km.
Competidor nas duas distâncias da marcha atlética, os 20 km e os 50 km, participou de seus primeiros Jogos Olímpicos aos 21 anos, em Atenas 2004, com uma 32ª colocação nos 20 km; nos Jogos seguintes, Pequim 2008, ficou em 26º na mesma distância, a única que disputou internacionalmente até 2009, quando competiu nas duas distâncias no Campeonato Mundial de Atletismo de Berlim, ficando em 9º nos 20 km e 10º na distância maior. Sua primeira vitória internacional veio na disputa dos 50 km da Copa do Mundo de Marcha Atlética, em Chihuahua, México, seguido no mesmo ano de um sexto lugar nos 20 km do Campeonato Europeu de Atletismo.
No Mundial de Daegu 2011, na Coreia, competiu nas duas distâncias mas não conseguiu terminar os 50 km. Em Londres 2012, Toth disputou apenas os 50 km, ficando em oitavo lugar. Depois de um 5º lugar no Mundial de Moscou 2013, sua grande virada na carreira  aconteceu a partir de 2015, quando fez a terceira melhor marca da história, melhor marca do ano e sua melhor pessoal para os 50 km – 3:34:38 – numa prova do IAAF Race Walking Challenge em Dudince, na Eslováquia, seu país natal. Em agosto daquele ano tornou-se campeão mundial nos 50 km vencendo a prova no Campeonato Mundial de Atletismo, em Pequim, em 3:40:32, liderando a corrida praticamente do começo ao fim e já com um minuto de distância para os demais na metade do percurso.
Aos 33 anos, em seus quartos Jogos Olímpicos, na Rio 2016, atingiu o ápice da carreira ao vencer os 50 km e conquistar a medalha de ouro em 3:40:58, a primeira medalha olímpica da Eslováquia no atletismo.
Em julho de 2017, Toth foi preventivamente suspenso das competições pela IAAF, após serem constatadas alterações em seu passaporte biológico, que checa dados sanguíneos em busca de alterações provocadas por drogas ilegais.